# Kevin Berry
Kevin John Berry, OAM, (* 10. April 1945 in Sydney; † 7. Dezember 2006 ebenda) war ein australischer Schwimmer. Bei Olympischen Spielen gewann er eine Gold- und eine Bronzemedaille, bei Commonwealth Games erschwamm er dreimal Gold.

## Leben
Bei den Olympischen Spielen 1960 in Rom erreichte die australische 4-mal-100-Meter-Lagenstaffel mit Julian Carroll, William Burton, Kevin Berry und Geoff Shipton das Finale mit der zweitschnellsten Vorlaufzeit. Im Finale waren David Theile, Terry Gathercole, Neville Hayes und Geoff Shipton 2,8 Sekunden schneller als die Vorlaufstaffel. Während das Quartett aus den Vereinigten Staaten 6,6 Sekunden vor den Australiern anschlug, lagen die Japaner als drittplatziertes Team nur 0,2 Sekunden hinter den Australiern. Gemäß den bis 1980 gültigen Regeln erhielten nur die Staffelteilnehmer Medaillen, die auch tatsächlich im Endlauf eingesetzt wurden. Hayes und Berry erreichten auch das Finale über 200 Meter Schmetterling. Hayes wurde Zweiter, während Berry den sechsten Platz belegte.
Zwei Jahre später bei den British Empire and Commonwealth Games 1962 in Perth siegte Berry sowohl über 110 Yards Schmetterling als auch über 200 Yards Schmetterling deutlich vor Neville Hayes. Die 4-mal-110-Yards-Lagenstaffel mit Julian Carroll, Ian O’Brien, Kevin Berry und David Dickson siegte mit 7,5 Sekunden Vorsprung vor den Engländern und den Kanadiern, die nahezu zeitgleich anschlugen.
Im Vorfeld der Olympischen Spiele 1964 in Tokio hatte Kevin Berry viermal den Weltrekord über 200 Meter Schmetterling verbessert und sich dabei mit Carl Robie aus den Vereinigten Staaten abgewechselt, der ebenfalls vier Weltrekorde aufgestellt hatte. Bei den Schwimmwettbewerben in Tokio war Berry zunächst als Staffelschwimmer gefordert. In der 4-mal-100-Meter-Lagenstaffel erreichten Peter Reynolds, Peter Tonkin, Kevin Berry und David Dickson den Endlauf mit der siebtschnellsten Vorlaufzeit. Im Finale siegte die US-Staffel vor den Deutschen und der australischen Staffel mit Reynolds, Ian O’Brien, Berry und Dickson. Über 200 Meter Schmetterling war Carl Robie in Vorlauf und Halbfinale jeweils der Zeitschnellste. Im Endlauf verbesserte Kevin Berry seinen Weltrekord auf 2:06,6 Sekunden und war fast eine Sekunde schneller als Carl Robie auf dem zweiten Platz.
In seiner Laufbahn stellte Kevin Berry zwölf Weltrekorde auf, teils auf metrischen Strecken, teils auf den Yards-Distanzen. Er gewann sechs australische Meistertitel. In Australien trainierte er bei Don Talbot, später an der Indiana University bei James Counsilman. In den Vereinigten Staaten studierte Berry bis 1968, dann kehrte er nach Australien zurück. Er arbeitete zunächst als Sportjournalist und Sportfotograf für die Zeitung Sydney Morning Herald. Später wurde er Sportchef bei der Australian Broadcasting Corporation (ABC).
Im Jahr 1980 wurde er in die International Swimming Hall of Fame aufgenommen. 1986 erfolgte die Aufnahme in die Sport Australia Hall of Fame. 1992 wurde er mit der Medaille des Order of Australia ausgezeichnet.